# Crazy (Simple Plan)
Crazy är den fjärde singeln från Simple Plans andra album Still Not Getting Any.... Singelns video börjar i svart och vitt. När den närmar sig slutet ändrar det sig sakta till färg, vilket symboliserar att hur hårt livet än är, kommer det bli bättre.

## Låtlista
| Nr | Titel           | Version       | Längd |
| -- | --------------- | ------------- | ----- |
| 1. | Crazy           | Album version | 3:36  |
| 2. | Crazy           | Live          | 3:44  |
| 3. | Shut Up!        | MTV Singapore | 3:04  |
| 3. | I'd Do Anything | MTV Singapore | 3:22  |

## Listplacering
"Crazy" klarade inte att komma in på Billboard Hot 100, men videon däremot fick bra kritik på MTV. Den nådde nummer 1 på Total Request Live. Låten blev också en annan top 5 hit i Kanada, och nådde plats 4. Den här låten är också en av de mer seriösa låtarna på deras CD, Still Not Getting Any..., den handlar om dagens samhälle och dess problem.